# Idrissa Sarr
Idrissa Sarr, né le 15 janvier 1950, est un ancien arbitre mauritanien de football. 

## Carrière
Il a officié dans des compétitions majeures : 
- CAN 1988 (2 matchs dont la finale)
- Coupe du monde de football des moins de 20 ans 1989 (1 match)
- Coupe du monde de football des moins de 20 ans 1991 (2 matchs)
- CAN 1992 (1 match)